# Luna (film fra 1965)
 For alternative betydninger, se Luna. (Se også artikler, som begynder med Luna)
Luna (russisk: Луна́) er en sovjetisk spillefilm fra 1965 af Pavel Klusjantsev.